# Марковиче
Марковиче (на сръбски: Марковиће или Markoviće) е село в Сърбия, Топлишки окръг, община Куршумлия. Според Националната статистическа служба на Република Сърбия през 2011 г. селото има 88 жители.

## Демография
Броят на населението в годините 1948 – 2011 е както следва: